# جمهورية الكونغو الحرة
كانت جمهورية الكونغو الحرة، غالبًا ما يُشار إليها باسم كونغو ستانلي ڤيل، حكومة منافسة قصيرة الأمد لجمهورية الكونغو (كونغو ليوبولد ڤيل) برئاسة أنطوان جيزينغا ومقرها شرق الكونغو.
أُصيب العديد من مؤيدي رئيس الوزراء باتريس لومومبا بخيبة أمل من الحكومة في ليوبولد ڤيل (كينشاسا الحالية)، بعد إقالته في سبتمبر 1960 في خضم أزمة الكونغو. نظّم اليساريون أنفسهم بقيادة أنطوان جيزينغا، نائب لومومبا، في ستانلي ڤيل (كيسانغاني حاليًا) وأعلنوا في ديسمبر أن حكومتهم هي الخليفة القانوني لإدارة رئيس الوزراء. حشد جيزينغا على الفور قوة عسكرية، وبحلول فبراير 1961، احتل أجزاء شاسعة من أراضي الكونغو. أسفرت المفاوضات بين الحكومتين في أغسطس عن موافقة جيزينغا على التنحي. عاد إلى منصب النائب في عهد رئيس الوزراء الجديد سيريل أدولا. ومع ذلك، نأى جيزينغا بنفسه عن الإدارة المركزية وأعاد بناء قوته السياسية والعسكرية. لم تندمج الحكومة المنافسة بشكل كامل في جمهورية الكونغو حتى قُبض على جيزينغا في يناير 1962.

## سرد تاريخي للأحداث
أعلن جيزينغا في 12 ديسمبر 1960 عن حكومته الجديدة، جمهورية الكونغو الحرة، ومقرها مقاطعة أورينتال، لتكون السلطة الحاكمة الشرعية في الكونغو. فرضت الحكومة المركزية على الفور تقريبًا حصارًا فعليًا على الإمدادات على طول نهر الكونغو. على الرغم من القوة العسكرية التي تمتلكها حكومة ستانلي ڤيل فإنها لم تؤسس هيكلًا إداريًا شاملًا، وعملت على طريقة حكومة في المنفى. ومع ذلك، فقد حظيت بدعم شعبي أكبر من هيئة كبار المفوضين أو حكومة تشومبي. ظلت معظم الوظائف الإدارية من مسؤولية الحكومة الإقليمية السابقة، التي واجهت صعوبات في التعايش مع سلطة جيزينغا المركزية الجديدة. فرّ النواب المعتدلون في مجلس المقاطعة إلى ليوبولد ڤيل.
بحلول 20 فبراير 1961، أُقرت جمهورية الكونغو الحرة حكومةً شرعية للبلاد من قِبل الاتحاد السوفيتي والصين ومنغوليا وبولندا وألمانيا الشرقية ويوغوسلافيا وألبانيا والمجر وكوبا والعراق والجمهورية العربية المتحدة وغانا وغينيا والحكومة الجزائرية المؤقتة والمغرب. وطالب جيزينغا الدول الغربية بنقل سفاراتها إلى ستانلي ڤيل أو المخاطرة بطرد قناصلها. أعطى رئيس الوزراء السوفيتي نيكيتا خروتشوف الإذن بصرف مبلغ 500,000 دولار لموليلي. كان من المقرر استخدام هذه الأموال لدفع رواتب جنود الحكومة المنافسة، إذ لم تُفرض الضرائب في أراضيها ولم تكن تتلقى أي دخل يمكن من خلاله تمويل الجيش. بغض النظر، اعتقد الجواسيس السوفييت أن موليلي اختلس بعض الأموال. اقترحت الحكومة التشيكية تزويد النظام بالأسلحة عبر جسر جوي من براغ عن طريق مصر، لكن الرئيس جمال عبد الناصر عارض الاقتراح.
في غضون ذلك، شكّل الجنرال لوندولا طاقمًا يضم ضباطًا معظمهم من أورينتال وكاساي. كان من بين أهم قادته: الرائد إل. لوسو (المسؤول عن الشرطة العسكرية)، والرائد جوزيف أوبيبي، والعقيد كميل يانغارا. حث لوندولا مساع التجنيد بين الشباب العاطلين عن العمل في ستانلي ڤيل والأعضاء الأصغر سنًا في الحركة الوطنية الكونغولية بهدف دعم جيشه.
استمرت جمهورية الكونغو الحرة في اكتساب القوة طوال فصل الشتاء. احتلت قوات ستانلي ڤيل في 24 ديسمبر بوكافو واعتقلت قائد الجيش المحلي. حاول جان ميروهو، رئيس مقاطعة كيفو، التدخل في اليوم التالي، لكن جنود جيزينغا اعتقلوه أيضًا وأُرسل إلى ستانلي ڤيل مع قائد جيش بوكافو. نُقل العديد من نواب المقاطعات إلى ستانلي ڤيل. في فجر يوم 1 يناير 1961، دخلت قوات الحكومة المركزية بمشورة البلجيكيين إلى بوكافو من رواندا واحتلت معسكر سايو العسكري. تدخلت قوات ستانلي ڤيل بعد ذلك، وأسرت 40 جنديًا وأبعدوا الحملة إلى رواندا. واصل الجانبان تبادل إطلاق النار عبر الحدود طوال فترة بعد الظهر. وصل أنيسيت كاشامورا في اليوم التالي لتولي إدارة مقاطعة كيفو. أصبح الوضع في جنوب كيفو مضطربًا في الأشهر التالية. تعرض الأوروبيون للسرقة والضرب والمضايقة، واختار الكثير منهم الفرار من المنطقة، في حين قُتل أكثر من 200 كونغولي. لم تتمكن قوات حفظ السلام التابعة للأمم المتحدة من احتواء العنف.
بحلول 10 يناير، احتلت قوات ستانلي ڤيل شمال كاتانغا حتى مانونو دون مواجهة مقاومة. بسط جيزينغا سيطرته أيضًا على منطقة سانكورو في مقاطعة كاساي. في ذلك الوقت، عُززت السيطرة على غوما ومنطقة شمال كيفو. أُطلق سراح جميع السجناء السياسيين المحليين. أدت الخشية من غزو آخر، مصدره رواندا بدعم من بلجيكا، إلى تبادل لإطلاق النار في 12 يناير عبر الحدود بين غوما وجيسايني. وصلت الحكومة المنافسة إلى أقصى حد إقليمي لها في 24 فبراير عندما اكتسبت بعض وحداتها العسكرية ولاء حامية لولوابورغ لفترة وجيزة.
وفي فبراير أيضًا، حوكم سبعة من أنصار لومومبا، بمن فيهم رئيس الإقليم الشرقي جان بيير فلينانت، أمام «محكمة تقليدية» برئاسة زعماء بالوبا بالقرب من باكوانغا وأُعدموا لارتكابهم «جرائم ضد شعب بالوبا». ردًا على ذلك، أطلقت سلطات جمهورية الكونغو الحرة النار على 15 سجينًا سياسيًا في ستانلي ڤيل، بمن فيهم غيلبرت بونغو، أحد الضباط العسكريين الذين أسروا لومومبا، ووزير الاتصالات في لومومبا، ألفونس سونغولو. حاد سونغولو عن موقف لومومبا في منتصف أكتوبر وسافر إلى ستانلي ڤيل مع العديد من زملائه في محاولة لحشد الدعم ضده حتى قُبض عليه. وكانت الحكومة المركزية قد حاولت دون جدوى ضمان عملية الإفراج عنه.
في 17 يناير 1961، تعثرت مساعي ضبط الوضع في ثيس ڤيل ونقلت الحكومة المركزية لومومبا إلى إليزابيث ڤيل، عاصمة كاتانغا. وبمجرد وصوله إلى هناك، تعرض للتعذيب الوحشي على يد مويز تشومبي وغودفروا مونونغو، منافسَيه السياسيين الرئيسيين وقائدَي الدولة الانفصالية. أُعدم في تلك الليلة على يد فرقة بلجيكية كاتانغية رميًا بالرصاص. تجمع 3,000 – 4,000 جندي حانق في الحي الأوروبي في ستانلي ڤيل للانتقام من السكان المحليين بعد انتشار أنباء وفاة لومومبا في فبراير. تفاوض الجنرال لوندولا معهم طوال الليل وأقنعهم في النهاية بمغادرة المدينة بسلام. أطلقت حكومة ستانلي ڤيل في 15 فبراير سراح جميع الأجانب المحتجزين. ومع ذلك، أدت وفاة لومومبا إلى إثارة رأي سلبي بمستوى لم يسبق له مثيل بشأن كاتانغا والحكومة المركزية. شرعت الحكومة المركزية بمفاوضات جادة مع حكومة جيزينغا، على أمل نزع فتيل الأزمة. أُرسل كليوفاس كاميتاتو في مارس من ليوبولد ڤيل إلى ستانلي ڤيل لإجراء المحادثات. رُفع الحصار عن جمهورية الكونغو الحرة في الشهر التالي.
بُذلت عدة محاولات في يونيو لإدخال حكومة جيزينغا في حركة عدم الانحياز، على الرغم من اعتراض الدول الأعضاء الأخرى على المقترحات. في يوليو، وصلت البعثة الدبلوماسية السوفيتية إلى ستانلي ڤيل وتبعها الصينيون في وقت لاحق من ذلك الشهر.